# 박윤수
박윤수(1753년 ~ 1824년)는 조선 후기의 문신이다. 본관은 반남이다.

## 생애
정조 때 문과에 급제해 정언, 지평, 교리, 부교리, 부수찬, 사간을 거쳐 순조 때 상의원정, 사간원대사간, 승지, 공충도관찰사, 이조참판, 동지의금부사, 비변사제조, 호조참판, 한성부판윤, 장악원제조, 공조판서, 형조판서, 예조판서, 의정부우참찬, 사헌부대사헌, 의정부좌참찬, 전라도관찰사, 판의금부사, 이조판서, 병조판서, 좌부빈객, 호조판서, 좌빈객, 판돈녕부사를 지냈다.